# 5元人民币
人民币5元，最早发行于1949年1月10日。
面值为5元的人民币在第一套至第五套人民币中均有发行，但由于第一套人民币与第二套人民币是以1:10000的比率进行的兑换，故第一套人民币中5元的币值与之后四套的币值不等。

## 发行历史
5元人民币一共出现过十种版别，其中第一套人民币4种、第二套2种、第三套1种、第四套1种、第五套2种。

### 第一套人民币
第一套人民币5元券共发行有四个版本：
- 第一种发行于1949年2月23日，正面为牧羊图，绿色调；背面图案为花符，绿色调。
- 第二种发行于1949年1月10日，正面为帆船图，紫色调；背面图案为花符，绿色调。
- 第三种发行于1949年7月，正面为牛图和马拉车图，蓝色调；背面图案为花球，紫色调。这一版5元券的正面下方印有小字“光华印刷厂印制”，这是人民币中唯一一张标明印刷厂名的纸币[1]。
- 第四种发行于1949年8月，正面为纺纱图，黄色调；背面图案为花球，棕色调。

另在互联网上还流传有一种5元券的未发行版样票，其年号为中华民国三十八年（1949年），正面图景为工厂，蓝色色调，背面图案为画符，棕色色调。但此样票的真实性没有得到证实。
全部版本的5元券均在1955年5月10日停止流通。

### 第二套人民币
第二套人民币的5元券最初发行于1955年3月1日，正面主题为各民族大团结，背面为国徽图案以及“中国人民银行伍圆”的汉（繁体）蒙藏维四种文字。纸币整体色调为酱紫色，钞纸带有空心五角星水印。
由于中国在当时的防伪印刷能力不强，为防止国内外有人对货币进行伪造，这一券别连同1955年发行的3元券、1957年发行的10元券共三种大面额纸币委托由苏联代印。中苏交恶后，由于这三种券别的印版在苏联，同时新疆市场上发现了大量在苏联印制的3元、5元和10元券人民币，为避免发生意外，中国人民银行在1964年4月14日突然宣布，苏联印制的3元、5元、10元于4月15日起只收不付，一个月后停止收兑全部作废。
在此之前，中国人民银行于1962年4月20日发行了自己设计与印刷的5元券，该券主题与苏联代印的5元券相同，但装饰等均为重新设计。钞票整体呈深棕、米黄色调，水印有空心五角星水印及海鸥加实心五角星水印两种。该券于1983年12月1日开始只收不付，并在1998年12月31日正式停止流通。
原本钞票的正面是各民族人群高举毛泽东画像，但毛本人不希望自己的头像上纸币，所以纸币最终的设计中把头像去掉，改为了两个标语。

### 第三套人民币
第三套人民币5元券发行于1969年10月20日，正面图景为炼钢工人，背面图景为国徽和露天煤矿图。钞票整体颜色为浅棕、咖啡、黑，采用正反双面凹印。钞纸水印为国旗五角星水印。此版本自1992年2月4日开始只收不付，并于2000年7月1日停止流通。
此版本的五元券在设计上与同套其他面值的钞票有明显不同，主要有以下三个方面：
- 钞票号码位置。5元券号码位于左侧，其他面额位于右侧；
- 汉语拼音的位置。5元券汉语拼音“WUYUAN”位于钞票中间下方，其他票券位于左侧花团中；
- 面额阿拉伯数字出现次数。5元券左右两侧各出现一次“5”，而其他面额票券仅在右侧有一处。

由于这一版本的5元券流通时间较长，总发行量较大，故从冠号上可细分为3位罗马字+7位数字与2位罗马字+8位数字两个版本。
另外，第三套人民币5元券普遍认为曾在上世纪70年代前后获得国际大奖，并被国际印钞界誉为 最佳钞票，但不能确认所获具体奖项。

### 第四套人民币
第四套人民币5元券最初发行于1988年9月22日，正面图景为藏族、回族人物头像，背面图景为长江三峡巫峡，钞票整体为棕色色调，钞纸为古币水印。
目前仍有极少量的第四版人民币的5元券参与流通，但其数量仍在不断减少。2018年3月22日，中国人民银行发布公告，第四套5元人民币从2018年5月1日起停止流通，目前已停止流通。

### 第五套人民币
第五套人民币的5元券发行于2002年11月18日。正面图景为毛泽东头像，背面为泰山五岳独尊石。钞票正反面采用凹印技术，年号为1999年。
2005年8月31日中国人民银行发行了2005年版第五套人民币的5元至100元券。新发行的5元券，图案与颜色与1999年版相同。纸币增加了凹印手感线等新的防伪技术。
2020年7月8日，中国人民银行宣布于2020年11月5日起发行2020年版第五套人民币5元纸币。并非如此前有人猜测的那样为塑料钞票，而是搭载了凹印对印面额数字与凹印对印图案等技术的纸钞。
与2005年版第五套人民币5元纸币相比，2020年版第五套人民币5元纸币优化了票面结构层次与效果。正面中部面额数字调整为光彩光变面额数字“5”，左下角和右上角局部图案调整为凹印对印面额数字与凹印对印图案。左侧增加装饰纹样，调整面额数字白水印的位置，调整左侧花卉水印、左侧横号码、中部装饰团花、右侧毛泽东头像的样式。取消中部全息磁性开窗安全线和右侧凹印手感线。背面左上角和右下角局部图案调整为凹印对印面额数字与凹印对印图案，调整主景、面额数字的样式。票面年号改为“2020年”。
2020年版第五套人民币5元纸币的防伪技术和印制质量在多个方面进行了提升。2020年版第五套人民币5元纸币与2019年版第五套人民币50元、20元、10元、1元纸币和2015年版100元纸币的防伪技术及其布局形成系列化。在现行2005年版第五套人民币5元纸币防伪技术基础上，增加光彩光变面额数字、凹印对印面额数字与凹印对印图案等防伪特征，取消全息磁性开窗安全线和凹印手感线，采用磁性全埋安全线。2020年版第五套人民币5元纸币正面中部印有光彩光变面额数字，改变钞票观察角度，面额数字“5”的颜色在金色和绿色之间变化，并可见一条亮光带上下滚动。凹印对印面额数字与凹印对印图案是通过双面凹印对印技术来实现的，透光观察可见正背面局部图案组成完整的对印面额数字与对印图案，触摸有凹凸感。此外还提升水印清晰度和层次；提高钞票纸强度，流通寿命更长；纸币两面采用抗脏污保护涂层，改善了整洁度；延续2015年版100元纸币和2019年版50元、20元、10元、1元纸币冠字号码字形设计，有利于现金机具识别。